# Zahořany (ort i Tjeckien, Mellersta Böhmen)
Zahořany är en ort i Tjeckien.   Den ligger i regionen Mellersta Böhmen, i den centrala delen av landet, 28 km söder om huvudstaden Prag. Zahořany ligger 411 meter över havet och antalet invånare är 187.
Terrängen runt Zahořany är platt åt sydost, men åt nordväst är den kuperad.Runt Zahořany är det ganska glesbefolkat, med 24 invånare per kvadratkilometer. Närmaste större samhälle är Modřany, 19,7 km norr om Zahořany. Omgivningarna runt Zahořany är en mosaik av jordbruksmark och naturlig växtlighet.